# Zapasy na Igrzyskach Panamerykańskich 1983
Zapasy na Igrzyskach Panamerykańskich 1983 odbywały się w Caracas. W tabeli medalowej tryumfowali zapaśnicy z Kuby.

## Tabela medalowa
|   | Państwo           |    |    |    | Razem: |
| - | ----------------- | -- | -- | -- | ------ |
| 1 | Kuba              | 13 | 3  | 4  | 20     |
| 2 | Stany Zjednoczone | 5  | 9  | 5  | 19     |
| 3 | Kanada            | 2  | 2  | 5  | 9      |
| 4 | Wenezuela         | 0  | 4  | 1  | 5      |
| 5 | Meksyk            | 0  | 1  | 3  | 4      |
| 6 | Argentyna         | 0  | 1  | 0  | 1      |
| 7 | Portoryko         | 0  | 0  | 2  | 2      |
|   | razem:            | 20 | 20 | 20 | 60     |

## Wyniki

### W stylu klasycznym
| Waga    | złoty            | srebrny          | brązowy          |
| ------- | ---------------- | ---------------- | ---------------- |
| 48 kg   | Reinaldo Jiménez | T.J. Jones       | Gustavo Delgado  |
| 52 kg   | Edmundo Miranda  | Mark Fuller      | Daniel Aceves    |
| 57 kg   | Jesús Tejeda     | Ernesto Bahena   | Robert Hermann   |
| 62 kg   | René Rodríguez   | Elio Inojosa     | Dan Mello        |
| 68 kg   | Antonio López    | James Martinez   | José Betancourt  |
| 74 kg   | Jeff Stuebing    | Jim Andre        | Francisco Barbur |
| 82 kg   | Orlando Pérez    | Louis Santerre   | Dan Chandler     |
| 90 kg   | Steve Fraser     | Luis Figuera     | José Poll        |
| 100 kg  | René Vidal       | Dennis Koslowski | Guillermo Díaz   |
| +100 kg | Cándido Mesa     | Jorge Añez       | Ron Carlisle     |

### W stylu wolnym
| Waga    | złoty              | srebrny                | brązowy           |
| ------- | ------------------ | ---------------------- | ----------------- |
| 48 kg   | Cristobal Gonzales | Rich Salomone          | Carlos Villalta   |
| 52 kg   | Ray Takahashi      | Charles Heard          | Alejandro Puertot |
| 57 kg   | Barry Davis        | Rafael Torres Agramont | Orlando Cáceres   |
| 62 kg   | Randy Lewis        | Ray E.Ramírez          | Bob Robinson      |
| 68 kg   | Raúl Cascaret      | Lenny Zalesky          | Pat Sullivan      |
| 74 kg   | Leroy Kemp         | Lázaro C.Ruíz          | Ken Bradford      |
| 82 kg   | Jose Damian        | Evelio de Jesús Suárez | Christopher Rinke |
| 90 kg   | Roberto Limonta    | Elio Franconi          | Pete Bush         |
| 100 kg  | Greg Gibson        | Richard Deschatelets   | Luis Miranda Leon |
| +100 kg | Cándido Mesa       | Bruce Baumgartner      | Robert Molle      |